# Municipio Los Guayos
Los Guayos es uno de los 14 municipios que conforman el Estado Carabobo en la Región Central de Venezuela. Su capital es la ciudad homónima de Los Guayos. Se encuentra ubicado en la región oriental del Estado Carabobo. Posee una extensión de 73 km², equivalente al 1,57% del Estado Carabobo y una población de 167 345 habitantes para el año 2023. El municipio posee una parroquia civil con el mismo nombre y es uno de los 5 municipios que conforman la Ciudad de Valencia.

## Historia
El 20 de febrero de 1694, Don Francisco Berroterán, gobernador de la provincia de Venezuela, lo convierte en pueblo. El 6 de junio de 1710, el presbítero Mariano de Martí funda «Los Guayos», elevándola a parroquia eclesiástica.
Posteriormente, Los Guayos es elevada a parroquia civil por el gobernador don Manuel Torres de Navarro el 17 de septiembre de 1785. Pasa con el tiempo a formar parte del distrito Valencia, como municipio foráneo, hasta que el 16 de enero de 1994 se eleva a municipio autónomo. Esto último se formaliza en 1995 cuando eligieron su primer alcalde en la figura de Williams Jordán. Hasta entonces era una parroquia foránea del Municipio Valencia y dependía de la Alcaldía de este último.
Aun así, a pesar de la separación de carácter político-administrativo que existió con la disolución del distrito Valencia y la elevación de algunas parroquias al carácter de municipios, la integración socioeconómica, cultural y urbana se mantuvo a través de la figura de la «Ciudad de Valencia» (que no debe ser confundida con el «Municipio Valencia») estando compuesta por los cinco municipios autónomos que originalmente formaron parte del extinto distrito. Dicha figura con delimitación distinta la figura del municipio no es regida por ninguna autoridad en específico, debido a que cada uno de los 5 municipios que la integran tiene su propio alcalde.

### Antecedentes históricos
Los historiadores y antropólogos no han llegado a una conclusión sobre el idioma y la clasificación de las etnias que vivían alrededor del Lago de Valencia y, por extensión, en la zona de Los Guayos y su municipio. Por algunas narrativas como las de Oviedo y Baños y las de Pimentel se puede suponer que en general las etnias de la zona eran de la familia lingüística Caribe. 
Se desconoce el nombre de los indígenas que habitaban el municipio y sus sitios aledaños, la historia del municipio comienza con la conquista española, sin embargo aún quedan palabras indígenas como el nombre mismo de la localidad, así como también una escuela situada en el sector el Roble con el nombre de «Yoraco» que se presume que era el nombre del cacique de la zona. Se dice que en los alrededores de la unidad educativa ya mencionada, se encuentran enterradas herramientas y artilugios de origen indígena.

## Geografía
Geográficamente, Los Guayos se caracteriza por sus llanuras extensas a una altitud de 439 m, ubicado en la zona intertropical con muy poca variación de temperatura entre los meses más calientes y más fríos, oscilando está entre 27° y 30 °C. Posee un clima tropical de sabana. Estas condiciones han sido propicias para que Los Guayos sea un gran productor de maíz, traduciéndose estas cualidades en su gastronomía donde se destacan las cachapas como plato más popular, además del carato de maíz, las hallaquitas de jojoto y la carne en vara.

### Medio ambiente
La región de Los Guayos fue una zona rural hasta poco después de 1960. El proceso de industrialización, dio paso a un auge urbanístico descontrolado y fue así como inició la extinción de zonas verdes. El río de Los Guayos y el Lago de Valencia, que a mediados del siglo XX eran visitados para nadar, alcanzaron rápidamente altos niveles de contaminación.
En Los Guayos se completó la instalación de una planta de tratamiento en 1999, pero esta no se da abasto para la cantidad de aguas residuales que tiene que procesar. Hoy en día esta planta no está en funcionamiento, lo que explica el alto nivel de contaminación de las aguas del municipio.

### Límites
- Al norte: Municipio San Diego
- Al sur: Municipio Carlos Arvelo
- Al este: Lago de Valencia
- Al oeste: Municipio Valencia

## Demografía
Los Guayos, como otros municipios urbanos de Carabobo, ha experimentado un crecimiento demográfico acelerado en las últimas dos décadas. Esto ha llevado a la reducción de las zonas verdes en la región.
| Año  | Población |
| ---- | --------- |
| 1990 | 88.423    |
| 1991 | 93.122    |
| 1992 | 97.958    |
| 1993 | 102.920   |
| 1994 | 108.013   |
| 1995 | 113.236   |
| 1996 | 118.597   |
| 1997 | 124.081   |
| 1998 | 129.693   |
| 1999 | 135.432   |
| 2000 | 141.283   |
| 2005 | 173.639   |

## Turismo

### Lugares de Interés
- Iglesia San Antonio de Padua, ubicada en el casco central del municipio.

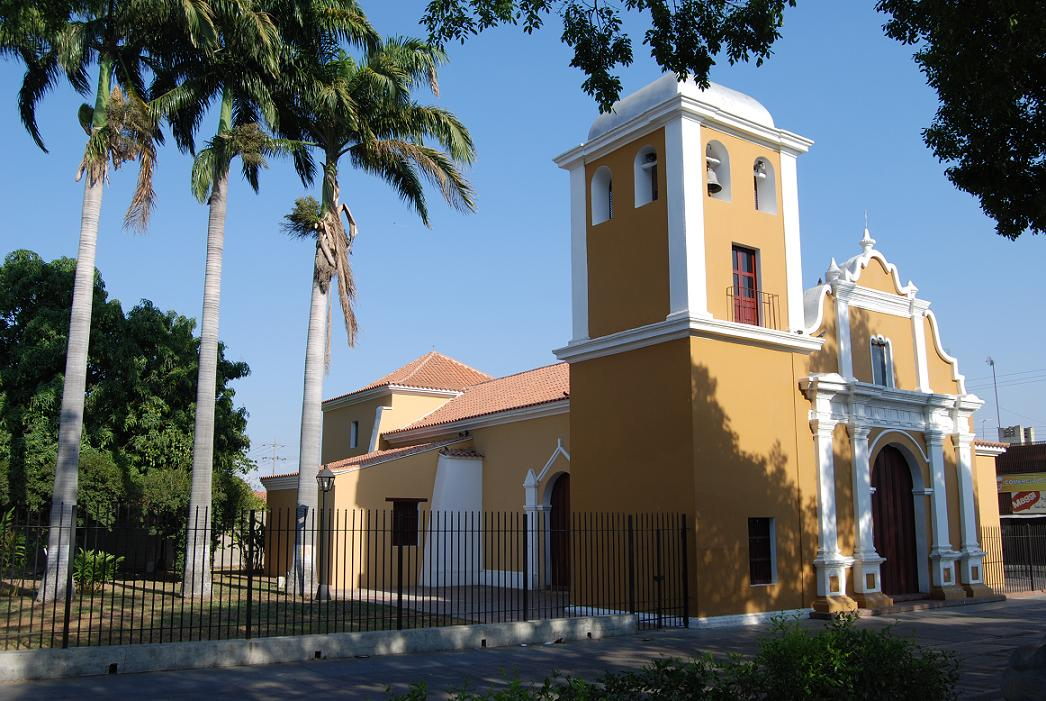
Iglesia San Antonio de Padua.

- Santo Cristo (aparecido en sal), ubicado en el sector El Roble.
- La Cueva del Indio, ubicado en la isla de La Culebra.
- Cementerio Indígena, ubicado en el sector Los Cerritos.
- Plaza Bolívar de Los Guayos.
- Parque municipal Los Jabillos.
- Parque municipal Tierra de Arawacos.

## Economía
En el municipio se encuentran varias empresas de manufactura: entre ellas la transnacional Goodyear de Venezuela, Mack de Venezuela, Maggi-Paul C.A, entre otros. La empresa Domínguez y Cía. produce envases en general. Venvidrio, antigua sucursal de Owens-Illinois, es la principal empresa productora de envases de vidrio en el país.
La economía en el municipio se basa mayormente en el comercio y en menor medida, de la agricultura.

## Medios de comunicación

### Radio
- La Voz de los Tacarigua: Transmite a través de la 99.7 FM. Emite programas variados, así como también música, mayormente salsa.
- Radio Vanguardia Popular: Transmitía a través de la 96.7 FM. Actualmente se encuentra fuera del aire.
- Radio Turpial Music: Transmite a través de la web www.radioturpialmusic.com.ve

## Política y gobierno

### Alcaldes
| Período                            | Alcalde         | Partido político / Alianza | % de votos | Notas |
| ---------------------------------- | --------------- | -------------------------- | ---------- | --- |
| 1995 - 2000                        | Williams Jordan | AD                         | -          | Primer alcalde electo bajo elecciones directas (se realizaron elecciones generales adelantadas en el 2000 debido a la aprobación de la Constitución de 1999) |
| 2000 - 2004                        | Olivio Pinto    | MVR                        | 37,34      | Segundo alcalde electo bajo elecciones directas. |
| 2004 - 2008                        | Aníbal Dose     | PRVZL                      | 30,27      | Tercer alcalde electo bajo elecciones directas. |
| 2008 - 2013                        | Aníbal Dose     | PSUV                       | 52,21      | Reelecto. |
| 2013 - 2017                        | Aníbal Dose     | PSUV                       | 52,44      | Reelecto. |
| 2017 - 2021                        | Miguel Burgos   | PSUV                       | 78,45      | Cuarto alcalde electo bajo elecciones directas. |
| 2021 - 2025                        | Mervelis Moreno | PSUV                       | 53,34      | Quinto alcalde electo bajo elecciones directas. |
| Fuente: Consejo Nacional Electoral |                 |                            |            | |

Hasta 1995 la Alcaldía de Valencia tenía potestad sobre este municipio (para entonces parroquia Los Guayos).

### Concejo municipal
Periodo 2021 - 2025
| Concejales       | Partido político / Alianza |
| ---------------- | -------------------------- |
| William Velandia | PSUV                       |
| Edwin Sánchez    | PSUV                       |
| Judith Hurtado   | PSUV                       |
| Francia Rojas    | PSUV                       |
| Maria Reyes      | PSUV                       |
| Fidel Arguello   | PSUV                       |
| Anais Arias      | PSUV                       |
| Vanessa Sánchez  | EL CAMBIO                  |
| Isrrael Barrena  | MUD                        |